# Xã Newton, Quận Pike, Ohio
Xã Newton (tiếng Anh: Newton Township) là một xã thuộc quận Pike, tiểu bang Ohio, Hoa Kỳ. Năm 2010, dân số của xã này là 1.958 người.